# Ailuropoda
Ailuropoda es un género de mamíferos placentarios de la familia  de los úrsidos que contiene cinco especies de pandas,  de las que solo una, Ailuropoda melanoleuca (panda gigante), existe hoy en día; las otras cuatro especies son cronoespecies prehistóricas. A pesar de su taxonomía que los clasifica dentro del orden Carnívora (carnívoros), el panda tiene un dieta principalmente herbívora, que consiste casi exclusivamente en bambú. 
Los pandas son descendientes de Kretzoiarctos del Mioceno de la península ibérica y de Agriarctos y Ailurarctos † del Mioceno Superior.

## Clasificación
- †Ailuropoda microta (Plioceno Superior)
- †Ailuropoda wulingshanensis (Plioceno Superior- Pleistoceno Inferior)
- †Ailuropoda baconi (Pleistoceno)
- †Ailuropoda minor (Pleistoceno)
- Ailuropoda melanoleuca - panda gigante
  - Ailuropoda melanoleuca melanoleuca
  - Ailuropoda melanoleuca qinlingensis - Panda de Qinling

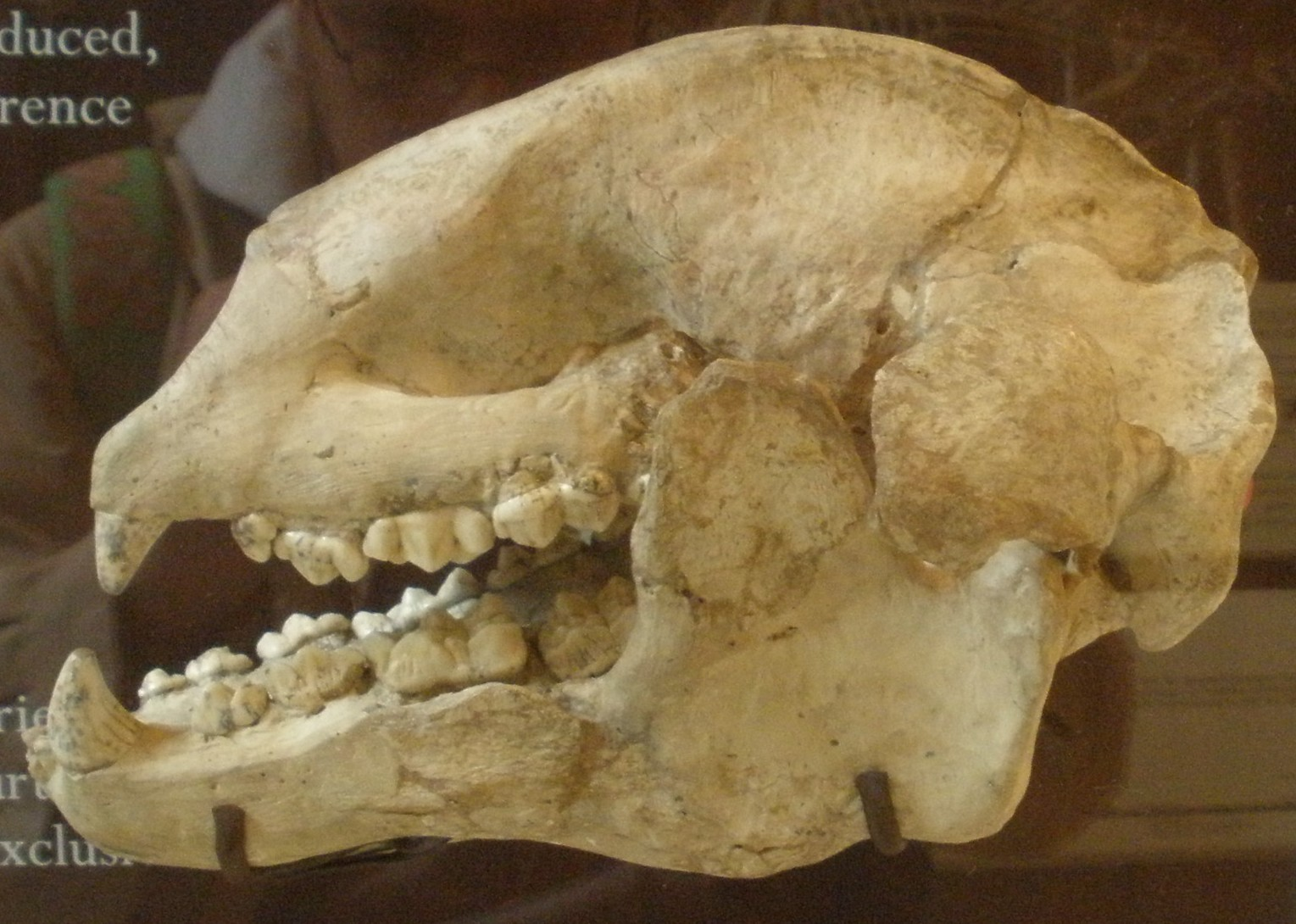
Cráneo de Ailuropoda fovealis.